# Chrudimský vikariát
Chrudimský vikariát je jedním ze 14 vikariátů královéhradecké diecéze. Je tvořen 28 farnostmi, jeho okrskovým vikářem je ThLic. Jan Šlégr, SL.D., a jeho centrem arciděkanství v Chrudimi. Rozkládá se v chrudimském okrese a částečně v okresech Žďár nad Sázavou a Pardubice, na severu sousedí s pardubickým vikariátem, na východě s orlickoústeckým vikariátem, na jihovýchodě s vikariátem Litomyšl, na jihu sousedí s brněnskou diecézí, na jihozápadě s vikariátem Havlíčkův Brod a na západě s kutnohorsko-poděbradským vikariátem.

## Ustanovení vikariátu
- ThLic. Jan Šlégr, SL.D. – okrskový vikář
- Mgr. Josef Hubálek – sekretář vikariátu
- Mgr. Vladimír Novák – kaplan pro mládež
- Eva Brožková – vikariátní účetní
- Ing. Petr Kolbaba – stavební technik
- Ing. Petra Pudilová – pastorační asistentka

## Farnosti a kostely vikariátu
| Farnost             | Správce                                                             | Další duchovní ve farnosti                                                                                      | Farní kostel                                  | Další kostely |
| ------------------- | ------------------------------------------------------------------- | --- | --------------------------------------------- | --- |
| Běstvina            | P. Mgr. Milan Vrbiak administrátor excurrendo                       | | Kostel svatého Jana Křtitele                  | |
| Bojanov             | Mgr. Pavel Čtvrtečka administrátor excurrendo                       | | Kostel svatého Víta, mučedníka                | - Kostel svatého Václava (Hrbokov) |
| Heřmanův Městec     | ThLic. Adrian Jaroslav Sedlák děkan                                 | | Děkanský kostel svatého Bartoloměje, apoštola | - Kostel Zvěstování Panny Marie (Heřmanův Městec) - Kostel svatého Václava (Jezbořice) - Kostel svatého Petra a Pavla (Kostelec u Heřmanova Městce) - Kostel svatého Víta (Morašice) - Kostel svatého Petra a Pavla (Rozhovice) - Kostel Všech svatých (Stojice) - Kostel svatého Mikuláše (Stolany) - Kostel svatého Vavřince (Svinčany) - Kostel svatého Václava (Vápenný Podol) |
| Hlinsko             | P. ICLic. Mgr. Marian Pavel Sokol, OPraem. děkan                    | Bc. Petr Vtípil farní vikář František Zloch jáhen                                                               | Děkanský kostel Narození Panny Marie          | - Kostel svatého Petra a Pavla (Chlum) |
| Hrochův Týnec       | P. ThMgr. Mirosław Piotr Fąs, MSF administrátor                     | Mgr. Jaroslav Kolbaba                                                                                           | Kostel svatého Martina, biskupa               | - Kostel Povýšení svatého Kříže (Honbice) - Kostel svatého Michaela archanděla (Trojovice) |
| Chrast u Chrudimě   | Mgr. Tomáš Kvasnička administrátor                                  | | Děkanský kostel Nejsvětější Trojice           | - Kostel svatého Martina (Chrašice) - Kostel svaté Anny (Horka) - Kostel svaté Markéty, panny a mučednice (Podlažice - Kostel svatého Václava (Rosice, okres Chrudim) - Kostel svatého Václava (Řestoky) |
| Chroustovice        | P. ThMgr. Mirosław Piotr Fąs, MSF administrátor excurrendo          | Mgr. Zdeněk Šilhánek                                                                                            | Kostel svatého Jakuba Staršího, apoštola      | |
| Chrudim             | ThLic. Jan Šlégr, SL.D. arciděkan                                   | o. Mgr. Marian Kurylo nemocniční kaplan Ing. Pavel Starý trvalý jáhen Ing. Petra Pudilová pastorační asistentka | Arciděkanský kostel Nanebevzetí Panny Marie   | - Kostel svatého Michaela archanděla (Chrudim) - Kostel svaté Kateřiny, panny a mučednice (Chrudim) - Kostel Svatého kříže (Chrudim) - Kostel svatého Marka (Markovice) - Kostel svatého Bartoloměje (Kočí) - Kostel svatého Jiří (Tři Bubny) - Kostel Nejsvětější Trojice (Pouchobrady)                                                                                           |
| Kameničky           | Jan Srnský farář                                                    | František Zloch výpomocný duchovní                                                                              | Kostel Nejsvětější Trojice                    | |
| Krouna              | Vladimír Janouch děkan-farář                                        | Bc. Petr Vtípil                                                                                                 | Kostel svatého Michaela, archanděla           | - Kostel svatého Bartoloměje apoštola (Otradov) |
| Licibořice          | ThLic. Bogusław Piotr Partyka administrátor excurrendo              | | Kostel svatého Michaela, archanděla           | - Kostel svatého Jakuba Staršího (Práčov) |
| Luže                | Mgr. Josef Hubálek farář                                            | | Kostel Panny Marie Pomocnice na Chlumku       | - Kostel Nejsvětější Trojice (Jenišovice) - Kostel Zvěstování Panny Marie (Doly) - Kostel svatého Bartoloměje (Luže) - Kostel svatého Jiří (Voletice) - Kostel svatého Vavřince (Řepníky) |
| Míčov               | Mgr. Milan Vrbiak administrátor excurrendo                          | | Kostel svatého Matouše                        | |
| Nasavrky            | Mgr. Pavel Čtvrtečka farář                                          | | Kostel svatého Jiljí                          | - Kostel svatého Filipa a Jakuba (Trhová Kamenice) - Kostel svatého Jana Nepomuckého (Zubří) - Kostel svatého Mikuláše (Svatý Mikuláš) |
| Nové Hrady u Skutče | Mgr. Vladimír Novák administrátor excurrendo                        | Petr Poslušný trvalý jáhen                                                                                      | Kostel svatého Jakuba Staršího, apoštola      | - Kostel svatého Prokopa (Chotovice) - Kostel svaté Anny (Suchá Lhota) |
| Proseč u Skutče     | Mgr. Vladimír Novák farář                                           | Petr Poslušný Bc. Josef Roušar trvalí jáhni Bc. Markéta Požárová pastorační asistentka                          | Kostel svatého Mikuláše, biskupa              | - Kostel Narození svatého Jana Křtitele (Perálec) |
| Předhradí           | Mgr. Jan Linhart administrátor excurrendo                           | | Kostel Panny Marie Sedmibolestné              | |
| Pustá Kamenice      | Vladimír Janouch administrátor excurrendo                           | | Kostel svaté Anny                             | |
| Raná                | Mgr. et Mgr. Ondřej Matula administrátor excurrendo                 | Mons. Ing. Josef Pospíšil                                                                                       | Kostel svatého Jakuba Staršího, apoštola      | - Kostel svatého Jana Křtitele (Horní Holetín) |
| Ronov nad Doubravou | Mgr. Milan Vrbiak děkan-farář                                       | | Kostel svatého Vavřince, jáhna a mučedníka    | - Kostel svatého Kříže (Ronov nad Doubravou) - Kostel svatého Martina (Ronov nad Doubravou) |
| Seč                 | Mgr. Milan Vrbiak administrátor excurrendo                          | | Kostel svatého Vavřince, jáhna a mučedníka    | - Kostel svatého Štěpána (Seč) |
| Skuteč              | Mgr. Jan Linhart děkan                                              | Mgr. et Mgr. Ondřej Matula farní vikář                                                                          | Děkanský kostel Nanebevzetí Panny Marie       | - Kostel svatého Václava (Lažany) - Kostel Božího Těla (Skuteč) - Kostel svatého Matouše (Štěpánov) |
| Slatiňany           | ThLic. Bogusław Piotr Partyka děkan-farář                           | S. M. Terezie Božena Burdová, OSF Dolorosa Marie Pěnkavová, OSF pastorační asistentky                           | Kostel svatého Martina, biskupa               | |
| Svratka             | Mgr. Jiří Prokůpek děkan-farář                                      | František Zloch výpomocný duchovní Bc. Petr Vtípil výpomocný duchovní excurrendo                                | Kostel Narození svatého Jana Křtitele         | |
| Včelákov            | P. ICLic. Mgr. Marian Pavel Sokol, OPraem. administrátor excurrendo | | Kostel svaté Marie Magdalény                  | |
| Vejvanovice         | ThLic. Jan Šlégr, SL.D administrátor excurrendo                     | | Kostel Nanebevzetí Panny Marie                | |
| Vrbatův Kostelec    | Mgr. Tomáš Kvasnička administrátor excurrendo                       | Jiří Hájek trvalý jáhen                                                                                         | Kostel svatého Havla, opata                   | - Kostel svatého Jana Křtitele (Skála) |
| Žumberk             | ThLic. Bogusław Piotr Partyka administrátor excurrendo              | | Kostel Všech svatých                          | - Kostel svatého Bartoloměje (Bítovany) - Kostel svaté Anny (Smrček) |

## Zaniklé farnosti
V rámci reformy církevní správy byly i v chrudimském vikariátu některé farnosti sloučeny:
- 1. ledna 2007 byla farnost Jenišovice[32] sloučená s farností Luže, k níž byla o dva roky později, 1. ledna 2009, připojená i farnost Řepníky[33]
- 1. ledna 2008 byla farnost Chlum u Hlinska[34] sloučená s děkanstvím Hlinsko, farnosti Jezbořice[35] a Svinčany[36] byly připojeny k děkanství Heřmanův Městec
- 1. ledna 2009 byla farnost Trhová Kamenice sloučená s farností Nasavrky[37]
- 1. ledna 2010 byly farnosti Morašice u Chrudimě[38] a Vápenný Podol[39] sloučeny s děkanstvím Heřmanův Městec a farnost Práčov[40] byla připojená k farnosti Licibořice